# NS Puppis
NS Puppis (h1  Pup) är en ensam stjärna belägen i den mellersta delen av stjärnbilden Akterskeppet. Den har en högsta skenbar magnitud av ca 4,40 och är synlig för blotta ögat där ljusföroreningar ej förekommer. Baserat på parallax enligt Gaia Data Release 3 på ca 2,38 mas beräknas den befinna sig på ett avstånd av ca 1 400 ljusår (ca  418 parsec) från solen. Den rör sig bort från solen med en heliocentrisk radialhastighet av ca 16 km/s.
h2 Puppis är en annan ljusstark stjärna av spektraltyp K med nästan samma visuella magnitud belägen ungefär en grad åt sydost.

## Egenskaper

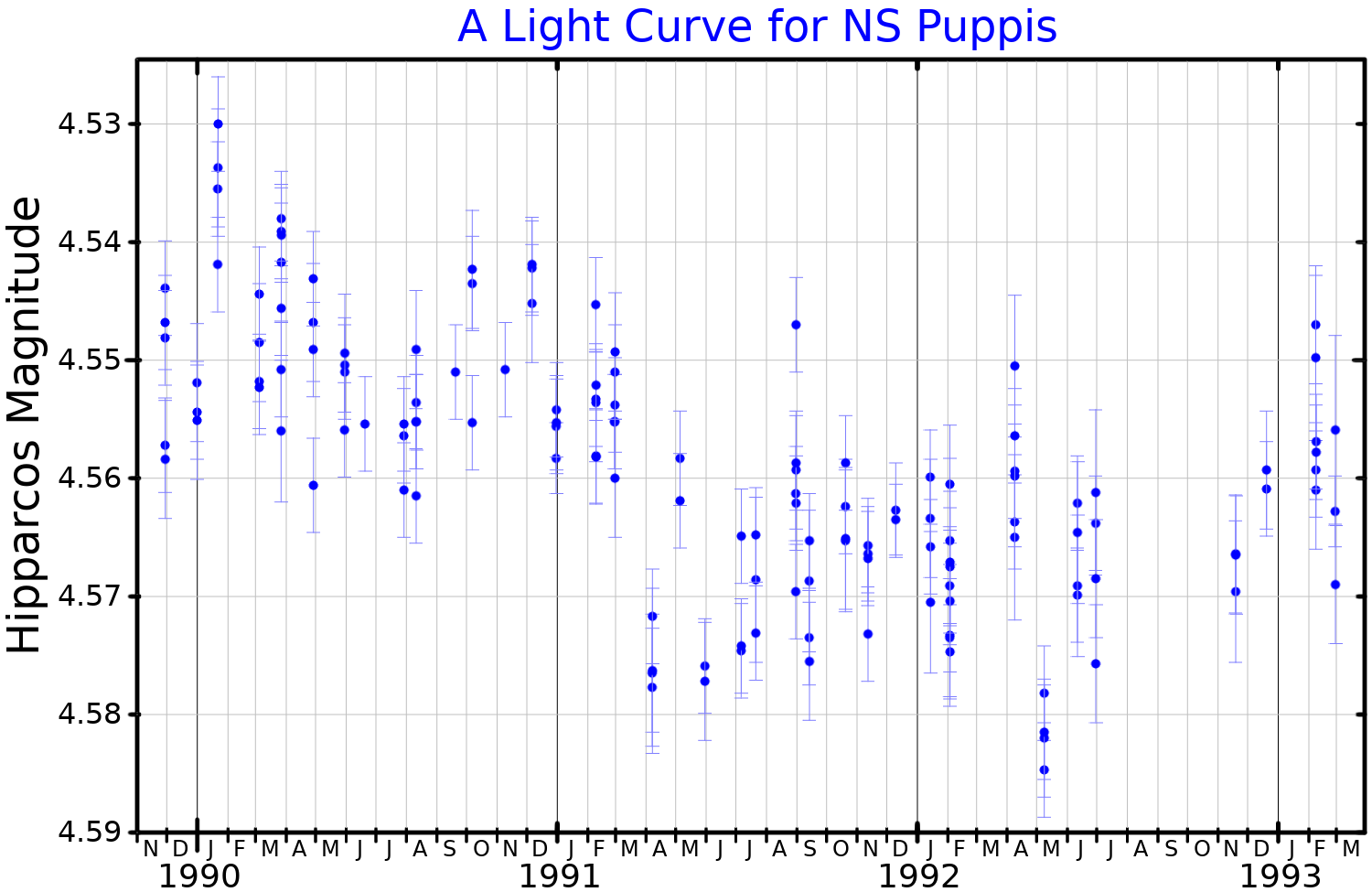
Ljuskurva för NS Puppis, plottad från Hipparcosdata.

NS Puppis är en orange till röd superjättestjärna av  spektralklass K4.5 Ib. Den har en massa av ca 8 solmassor, en radie av ca 213 solradier och utsänder energi från dess fotosfär motsvarande ca 9 800 gånger solen vid en effektiv temperatur av ca 4 000 K. Stjärnans skenbara magnitud varierar oregelbundet mellan magnituden 4,4 och 4,5 och klassificeras som en långsam irreguljär variabel. Den ansågs fram till 1966 vara en stabil stjärna. Den fick 1975 variabelbeteckningen NS Puppis.